# Bahaï (by)
|  | For religionen, se Bahá'í |
Bahaï er en by i Tchad og hovedbyen i departementet Ennedi Est.
15°33′N 22°54′Ø / 15.550°N 22.900°Ø